# John Mackenzie
John Archie McKenzie (Glasgow, 4 de setembro de 1925 – 5 de julho de 2017) foi um futebolista escocês que atuava como meia.

## Carreira
John Mackenzie fez parte do elenco da Seleção Escocesa de Futebol, na Copa do Mundo de 1954. [carece de fontes?]